# Uma Thurman
Uma Karuna Thurman (Boston (Massachusetts), 29 april 1970) is een Amerikaanse filmactrice.

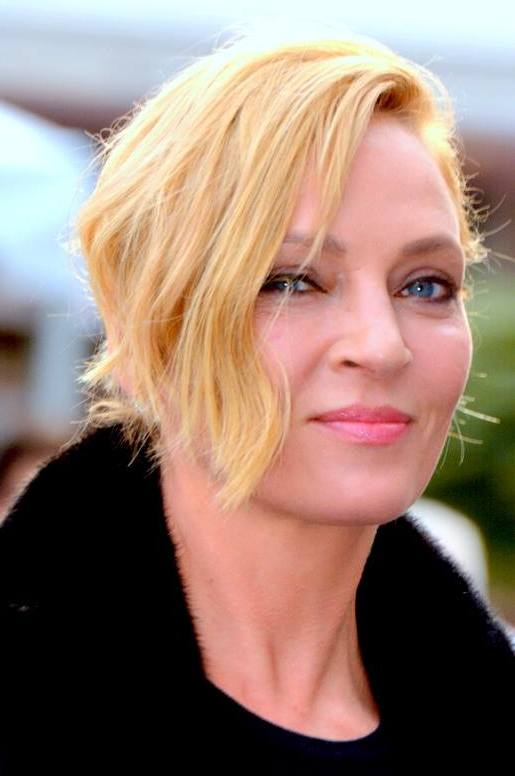
Thurman in 2017

## Biografie
Thurman is de dochter van Robert Thurman, een hoogleraar in Indo-Tibetaanse Boeddhistische studies. Ze heeft drie broers. 'Uma' is een van de namen van de Hindoeïstische moedergodin Parvati. 
Thurman verliet op vijftienjarige leeftijd haar middelbare school om een acteercarrière in New York na te jagen. In 1990 trouwde ze met acteur Gary Oldman, maar ze scheidde twee jaar later van hem. Op 1 mei 1998 trouwde ze met acteur Ethan Hawke, die ook een boek (For Karuna) aan haar wijdde. Ze ontmoette Hawke op de set van Gattaca en kreeg samen met hem een dochter, Maya Hawke, en een zoon. In 2004 scheidde het paar, dat sinds 2003 gescheiden woonde. In 2012 kreeg Thurman een dochter van een Britse zakenman met wie ze ook een aantal jaren verloofd is geweest.

## Nominaties en onderscheidingen
Ze werd in 1995 genomineerd voor een Academy Award voor haar bijrol in Pulp Fiction. Verschillende andere filmprijzen werden haar daadwerkelijk toegekend, zoals een Golden Globe voor de televisiefilm Hysterical Blindness en zowel een Saturn Award als een Empire Award voor Kill Bill: Vol. 1. Daarentegen werd Thurman ook genomineerd voor Razzie Awards voor slechtste actrice voor zowel Even Cowgirls Get the Blues, Batman & Robin als The Avengers.